# Олимпийски спортисти от Русия на зимните олимпийски игри 2018
Олимпийски спортисти от Русия (OAR) е абревиатура, под която се състезават спортистите от Русия на зимните олимпийски игри в Пьонгчанг през 2018 година.
На 5 декември 2017 година МОК обявява, че Руският олимпийски комитет е отстранен от олимпийското движение и страната няма право да се състезава на олимпийските игри през 2018 година. Причината за това решение са откритите масови нарушения, свързани с използване на допинг от руските спортисти. МОК обаче позволява на чистите руски спортисти да се състезават на олимпиадата под абревиатурата OAR, като се вписват в официалните протоколи като Олимпийски спортисти от Русия (Olympic Athletes from Russia) и да използват флага на олимпийското движение. Русия има право да обжалва решението пред Спортния арбитражен съд в Лозана.
Преди наказанието руският президент Владимир Путин твърди, че би било унижение руските спортисти да не могат да се състезават под своя флаг. Въпреки това, бойкот на олимпиадата не е обмислян и руските спортисти изявяват желание да участват, представяйки олимпийското движение. На 6 декември Владимир Путин обявява, че правителството няма да забрани на нито един спортист да се състезава на игрите, но и че е имало призиви за бойкот от други руски политици.